# Das melancholische Mädchen
Das melancholische Mädchen ist der Debütfilm der deutschen Schriftstellerin und Regisseurin Susanne Heinrich. Noch vor Abschluss ihres Regie-Studiums entstanden, wurde die unkonventionelle „Diskurskomödie“ mit dem Max-Ophüls-Preis 2019 ausgezeichnet und lief danach auf zahlreichen anderen Festivals, nationalen wie internationalen. Kinostart in Deutschland war am 27. Juni 2019.

## Inhalt
In 14 relativ kurzen, lose verbundenen Episoden, eingerahmt von Pro- und Epilog, porträtiert der Film eine junge Frau ohne Namen, Herkunft und Zuhause, die in einer anonymen Großstadt, vermutlich Berlin, täglich nach einem Schlafplatz sucht. Unterschlupf findet sie zumeist bei Männern unterschiedlichen Alters und Couleurs, bleibt aber scheinbar nirgendwo länger als eine Nacht. Nach ihrem Tun befragt, sagt sie, sie sei Schriftstellerin mit einer Schreibblockade; über den ersten Satz des zweiten Kapitels komme sie nicht hinaus. Dennoch hat es ihr nicht die Sprache verschlagen. Kühl-distanziert in Habitus und Ton, fällt sie immer wieder Urteile über sich selbst, ihr Gegenüber und die neoliberale Gesellschaft. Manches äußert sie auch mehrmals, wie: „Ich bin unglücklich, damit Leute wie du glücklich sein können.“

## Thema
So, jetzt sind wir alle mal glücklich war der Titel von Heinrichs zweitem Roman aus dem Jahr 2009. Das Thema verfolgt sie also schon länger. Die „Glücksverständnisse“, die die Gesellschaft einer jungen Frau bietet, werden im Film noch einmal „gründlich durchgearbeitet“: Nachwuchs, Kunst, Unterhaltung, Modeln, Yoga, Psychotherapie, Drogenrausch, Sex... Das namenlose melancholische Mädchen lässt sie noch einmal an sich heran, aber sich nicht wirklich darauf ein; sie hat sie schon kennengelernt, allesamt verworfen und begegnet ihnen nun mit ironischer Distanz: „Ich hoffe, ich bekomme nie ein Kind aus Langeweile.“
„Melancholie“ als Diagnose für ihre „demonstrative Teilnahmslosigkeit“ ist auch ein ironisches Understatement. Im Laufe des Films nennt sie ihre Krankheit, sehr heutig und direkt, Depression. In Larmoyanz verfällt sie dabei keinen Augenblick, analysiert sie doch selbst ihre Depression als „strukturell“ und „politisch“. Heinrichs Kritik am Neoliberalismus, der dazu erziehe, sich als Einzelwesen zu begreifen und nicht mehr in Strukturen zu denken, bekräftigt das ebenso wie das Urteil durch die Jury des Max-Ophüls-Preises: „Eine junge Frau wird zur Symptomträgerin einer Gesellschaft, die ihre Glücksversprechen nicht einlöst.“

## Form
Schon im Prolog wird dem Zuschauer klar, dass ihn weder eingängiges Erzählkino erwartet noch Identifikationspotenzial. Zwar klingt es nach ernster Krise, wenn das melancholische Mädchen sich fragt: „Wie bin ich all das geworden, was ich nie werden wollte?“ Aber der Tonfall verrät: Es berührt, bewegt sie nicht wirklich (mehr?). Fast gelangweilt scheint sie mit sich selbst zu reden, bis sich herausstellt, dass es doch einen Adressaten im Raum gibt: einen nackten Mann auf dem Bett. Er wirkt natürlicher als sie, lebendiger, „sympathischer“, aber auch etwas gewöhnlich-naiv; ihr unterlegen in jedem Fall, im bildlichen wie übertragenen Sinn.
Die Szenerie, in der die Protagonistin fast reglos verharrt, ist „unnatürlich hell und flach ausgeleuchtet“, sodass sie nahezu mit dem Hintergrund verschmilzt, der selbst keinerlei Tiefe hat – es ist eine Fototapete. Im Ganzen wirkt es, als schaue man auf ein Bild. Das fast quadratische Filmformat verstärkt diesen Eindruck. Auch der Ortswechsel in Räume ändert daran kaum etwas. Das Interieur ist stilisiert, hoch artifiziell; dominierende Farben sind die Pastelltöne Rosa und Hellblau; die Kamera ist oft statisch, wie die Akteure auch, allen voran das melancholische Mädchen. Von der Regie gezielt instruiert, ihre sich regenden „Lebendigkeiten“ nach und nach abzulegen, bedeutete das, in der Schauspielschule Gelerntes zu „verlernen“ und bei Drehbeginn immer wieder daran erinnert zu werden (wer genau hinschaue, so Heinrich, könne am Anfang fast jeder Szene ihr mahnendes „und bitte“ hören).
Der Regisseurin geht es also nicht darum, „der Wirklichkeit etwas abzulauschen oder sie abzubilden“, sondern um „modellhafte Situationen, die etwas sichtbar machen“ – für  den Zuschauer. Er soll sich distanzieren, „denkend und fühlend in diesem Film spazieren gehen“ können – und sich nicht durch die Handlung „hypnotisieren“, zu einer passiven Haltung verleiten lassen. Brecht und sein Verfremdungseffekt haben hier Pate gestanden. Heinrich bekennt sich dazu ebenso wie zum Einfluss Laura Mulveys, deren feministische Filmtheorie aufgezeigt habe, dass das klassische Hollywoodkino geprägt sei vom männlichen Blick auf den weiblichen Körper. Diese Sicht will sie im Melancholischen Mädchen genau umkehren, nicht nur im Prolog.
Die Frage, ob es visuelle oder erzählerische Vorbilder für den Humor ihres Films gebe, verneint Heinrich und fügt hinzu, er sei „relativ hart erarbeitet“. Länger schon habe sie nach einem Humor jenseits abgestandener Altherrenwitze gesucht, einem, der „voll und reich“ ist und zugleich auf „Zustimmung und Nichtzustimmung“ abzielt. Eine wichtige Bezugsperson auf dem Weg dahin sei Vanessa Stern gewesen, die an den Berliner Sophiensælen Shows über weibliche Krisen komisch bearbeite. Dennoch habe sich der Humor des Drehbuchs erst ganz allmählich, „Layer für Layer“, in den des Films verwandelt. Im Ergebnis finde sie selbst Das melancholische Mädchen „schreiend komisch“.

## Kritik
„Der am postbrechtschen politischen Kino geschulte Debütfilm ist ein theoriegesättigter, äußerst gewitzter Grenzgänger zwischen Pop und Politik, der mit den Mitteln des postdramatischen Theaters die Pathologien einer neoliberalen Welt konterkariert.“

## Auszeichnungen und Nominierungen
Filmfestival Max Ophüls Preis 2019
- Auszeichnung mit dem Max-Ophüls-Preis (Susanne Heinrich)
- Auszeichnung mit dem Preis der Ökumenischen Jury (Susanne Heinrich)

First Steps 2019
- Nominierung in der Kategorie Abendfüllender Spielfilm (Susanne Heinrich)
- Nominierung für den Michael-Ballhaus-Preis für KameraabsolventInnen (Agnesh Pakozdi)

Das melancholische Mädchen befand sich ebenfalls in der Vorauswahl zum Deutschen Filmpreis 2020, blieb aber bei Bekanntgabe der regulären Nominierungen unberücksichtigt.